# Friedrich von Schennis

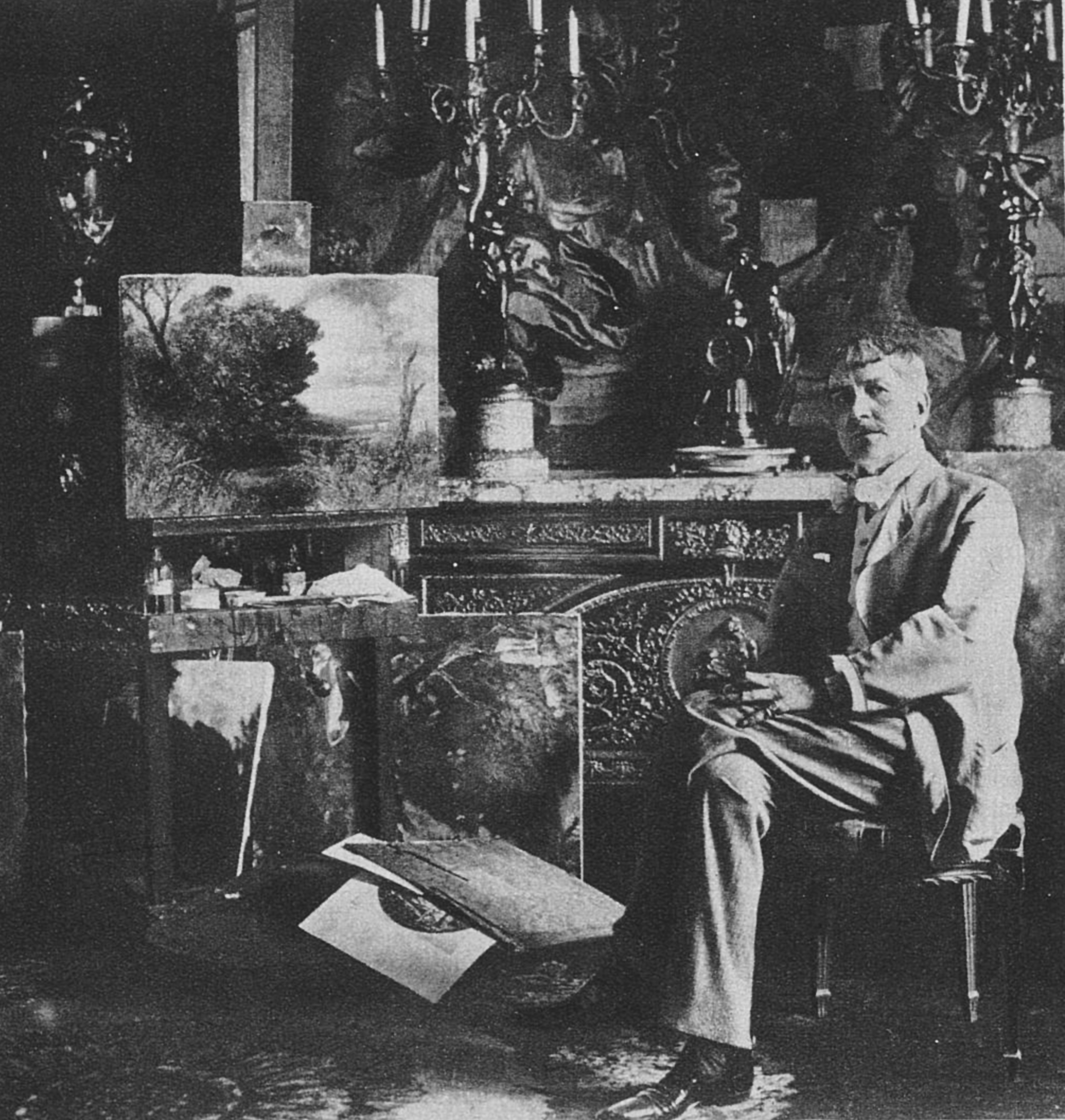
Friedrich von Schennis in seinem Berliner Atelier (1914)

Johann Friedrich Emanuel von Schennis (* 17. Juni 1852 in Elberfeld; † 4. April 1918 in Charlottenburg) war ein deutscher Landschaftsmaler und Radierer der Düsseldorfer Schule.

## Leben
In seiner Vaterstadt Elberfeld, wo er zum engsten Freundeskreis von August von der Heydt zählte, erhielt der aus Schweizer Adel stammende von Schennis, Sohn des Kaufmanns Friedrich Emanuel von Schennis, eine erste künstlerische Ausbildung bei dem Porträt- und Landschaftsmaler Richard Seel. Dann besuchte er die Kunstakademie Düsseldorf. In den Jahren 1869/1870 war er dort Schüler in der Elementarklasse von Andreas Müller und der Landschafterklasse von Oswald Achenbach. Außerdem war er Schüler des Landschaftsmalers Theodor Hagen, dem er 1871 oder 1872 an die Großherzoglich-Sächsische Kunstschule Weimar folgte. Wiederholt unternahm er Studienreisen nach Paris und Italien. In den Jahren 1888 bis 1890 hielt er sich in Rom auf, zwischen 1892 und 1904 lebte er in Düsseldorf, danach in Berlin, wo er in seiner Wohnung am Lützowplatz 11 eine große Privatsammlung aus Bildern, Büchern, Münzen und Gobelins aufbewahrte. Wolfgang Goetz, John Höxter, Else Lasker-Schüler, Erich Mühsam und andere beschrieben ihn als Bohémien, Grandseigneur, Gentleman und Dandy. Auf der Großen Berliner Kunstausstellung des Jahres 1899 wurde er mit einer kleinen Goldmedaille ausgezeichnet.

## Werke (Auswahl)
- Forum Romanum im Abendrot, 1875

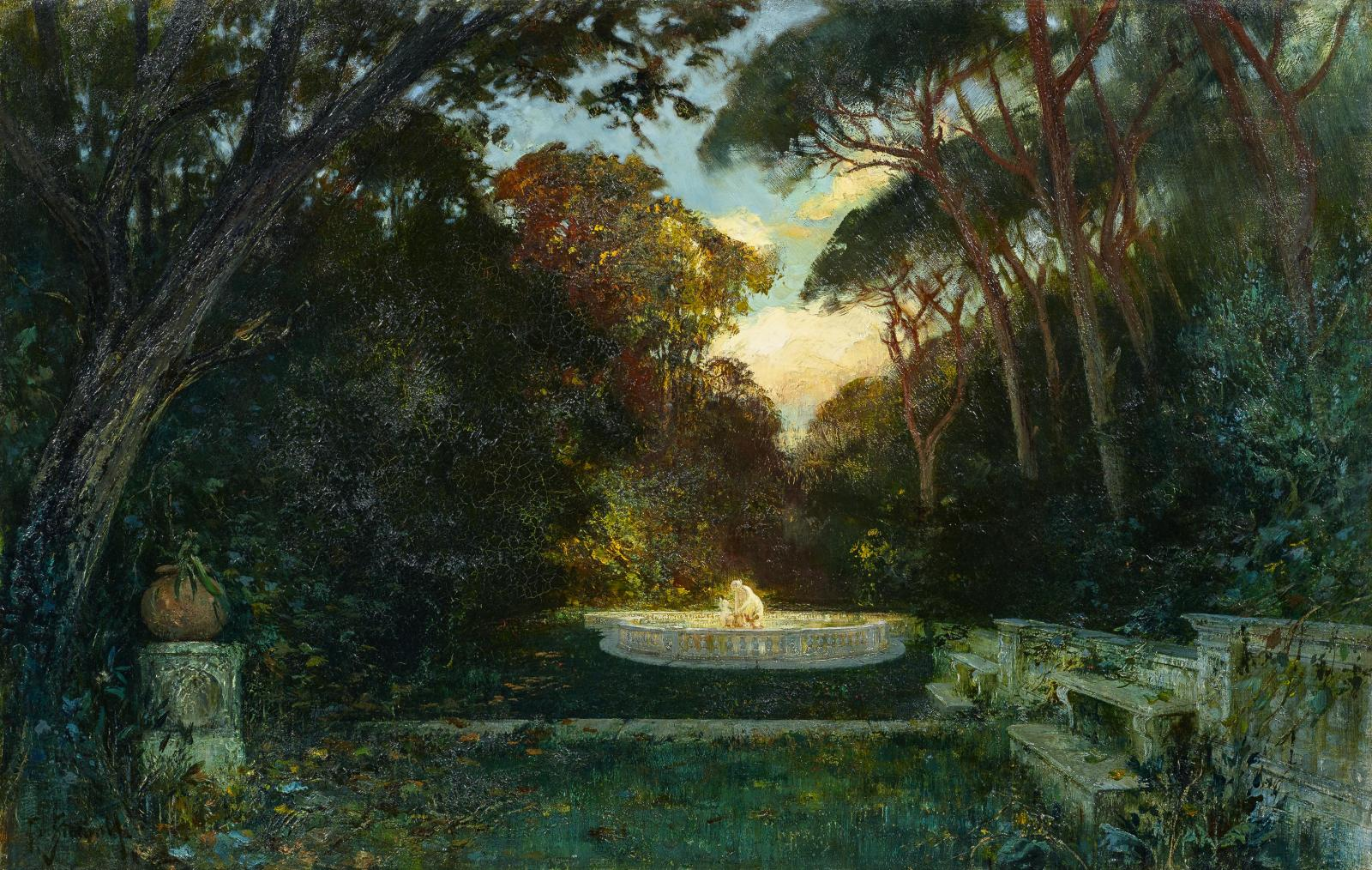
Parklandschaft mit Bassin

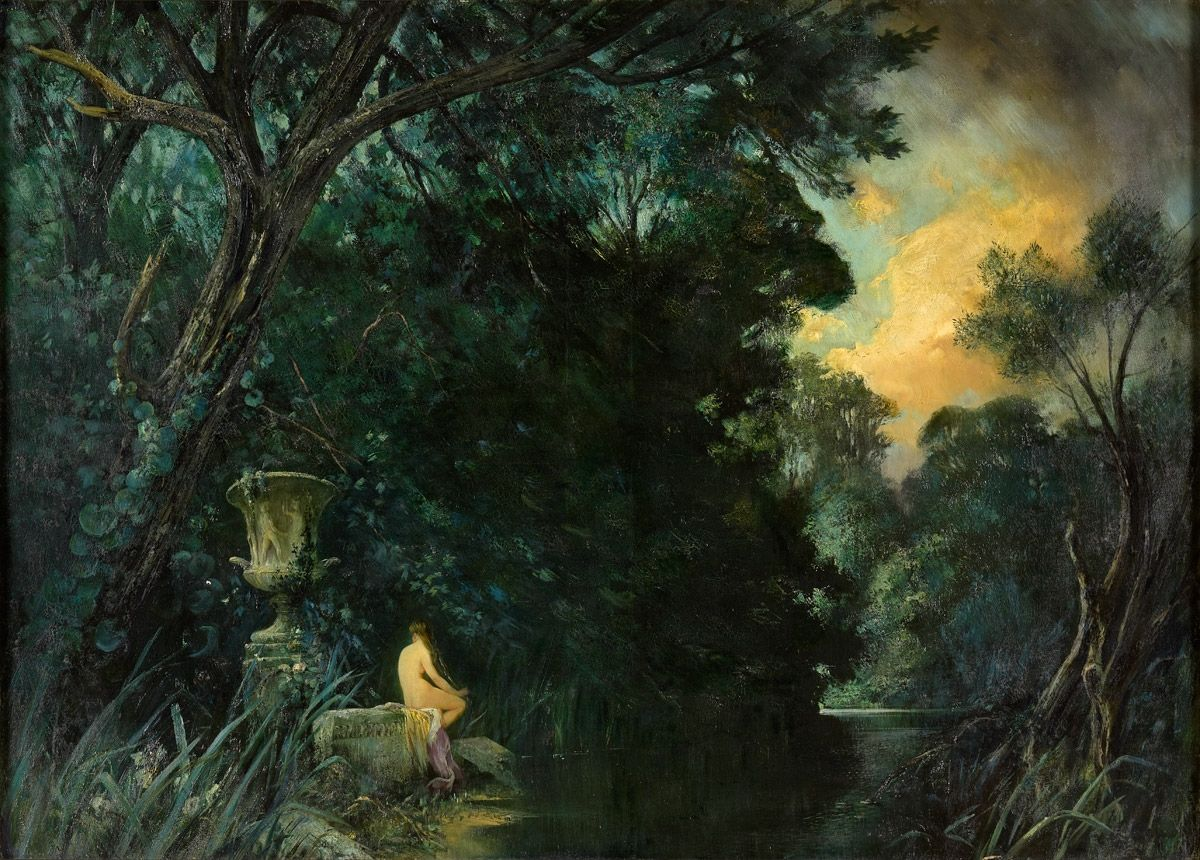
Die Badenymphe

- Südliche Landschaft mit Triumphbogen, 1875
- An der Schlossbrücke bei Weimar, 1878, Angermuseum, Erfurt
- Franz Liszt komponierend, 1879
- Nymphe in Landschaft, 1880
- Felsen mit Weier, Radierung/Strichätzung, um 1880
- Abendliche Moorlandschaft mit Ruine, 1881
- Südliche Teichlandschaft, 1891
- Campagna bei Rom, ausgestellt auf der Großen Berliner Kunstausstellung 1899
- Verfallener Park (Im Park von Versailles), Nationalgalerie Berlin
- Parklandschaft mit Bassin